# Bibiana Beglau

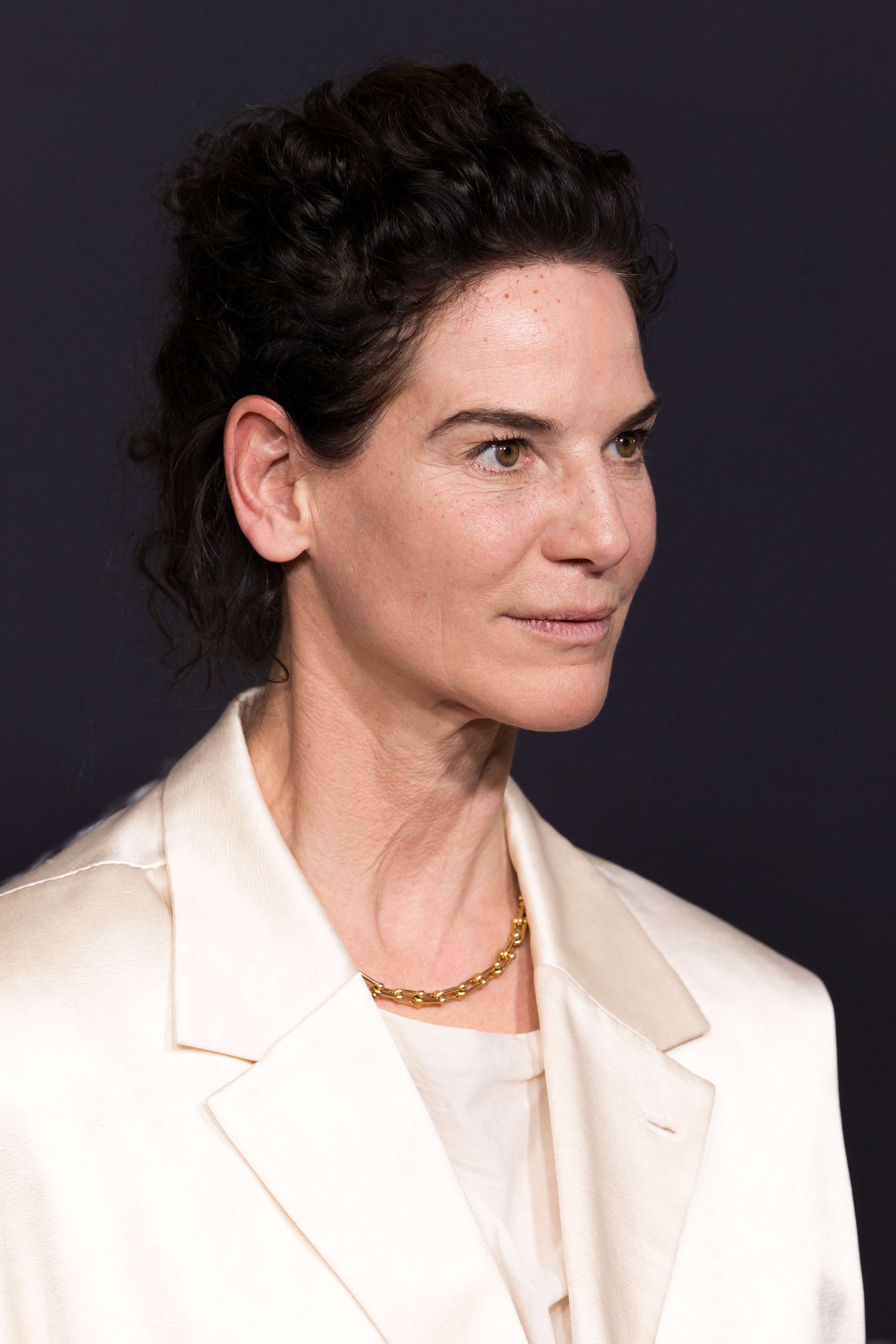
Bibiana Beglau (2024)

Bibiana Beglau (* 16. Juli 1971 in Braunschweig) ist eine deutsche Schauspielerin.

## Leben
Bibiana Beglau ist die Tochter eines Grenzbeamten und einer Krankenschwester. Nach einer Schauspielausbildung von 1991 bis 1994 an der Hochschule für Musik und Theater in Hamburg arbeitete sie unter anderem mit Einar Schleef, Christoph Schlingensief und Falk Richter zusammen.
Bekannt wurde sie durch ihre Hauptrolle in Volker Schlöndorffs Film Die Stille nach dem Schuss, für die sie bei den Berliner Filmfestspielen 2000 mit dem Silbernen Bären als beste Darstellerin ausgezeichnet und für den Europäischen Filmpreis nominiert wurde. Ebenfalls im Jahr 2000 wurde ihr der Ulrich-Wildgruber-Preis verliehen. 2004 war Bibiana Beglau erneut unter der Regie von Volker Schlöndorff an der Seite von Ulrich Matthes und August Diehl in Der neunte Tag zu sehen. Für ihre darstellerische Leistung als Mutter, die ein grausames Geheimnis zu verbergen sucht, erhielt Bibiana Beglau 2007 für Unter dem Eis zusammen mit Regisseurin Aelrun Goette und Kameramann Jens Harant den Adolf-Grimme-Preis.

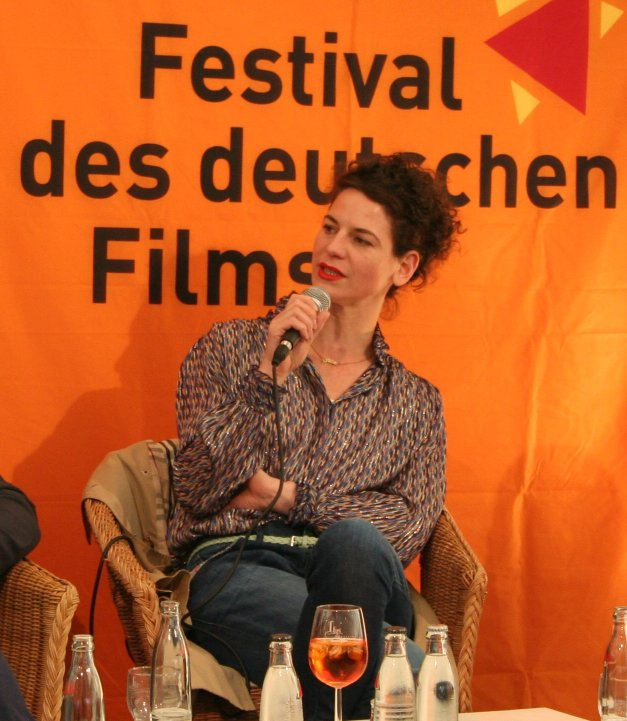
Bibiana Beglau bei der Podiumsdiskussion zu dem Film Was du nicht siehst auf dem Festival des deutschen Films in Ludwigshafen (2010)

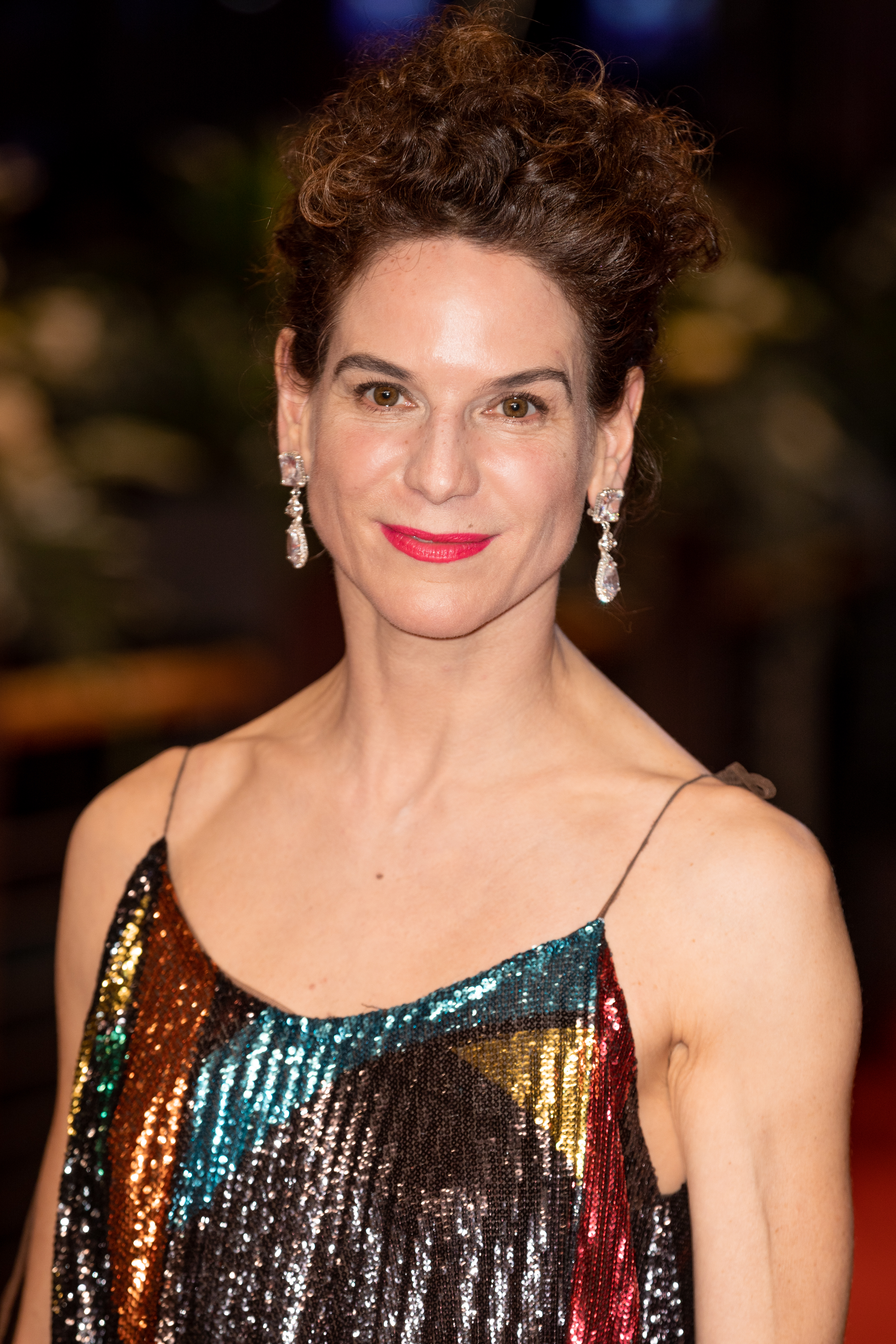
Bibiana Beglau (2020)

Seit 1996 spielt sie immer wieder tragende Rollen in führenden Theatern des deutschsprachigen Raumes. Sie arbeitete am Burgtheater Wien, der Schaubühne Berlin, dem Schauspielhaus Zürich, dem Düsseldorfer Schauspielhaus, dem Thalia Theater Hamburg und der Volksbühne Berlin. Die Aufführung von Nothing hurts an der Kampnagelfabrik wurde 2000 zum Berliner Theatertreffen eingeladen. 2005 spielte sie die Rolle der Kunigunde in Martin Kušejs Inszenierung von König Ottokars Glück und Ende am Burgtheater, die zu den Salzburger Festspielen eingeladen wurde, und 2008 die Lady Macbeth in der Shakespeare-Inszenierung von Sebastian Nübling am Schauspielhaus Zürich. Sie war von 2009 bis 2011 Ensemblemitglied am Thalia Theater in Hamburg. Dort spielte sie die Rose Kennedy in Luk Percevals The truth about the Kennedys und in Dimiter Gotscheffs Inszenierungen Antigone und Oedipus, Tyrann jeweils die drei Rollen Kreon, Teiresias und der Bote. Unter Dimiter Gotscheffs wirkte sie auch an der Uraufführung von Peter Handkes Stück Immer noch Sturm zu den Salzburger Festspielen mit. Sie war bis 2012 an der Schaubühne und der Volksbühne Berlin zu sehen, unter anderem in 4.48 Psychose von Sarah Kane und Berlin Alexanderplatz von Alfred Döblin. In beiden Stücken spielte sie über zehn Jahre eine der weiblichen Hauptrollen. Von 2011 bis 2019 war sie Ensemblemitglied am Münchner Residenztheater und spielte auch hier drei Rollen als Erna, Rosa und Schürzinger in Frank Castorfs Inszenierung von Kasimir und Karoline von Ödön von Horváth. 2012 gewann sie für ihre Darstellung der Petra von Kant in Die bitteren Tränen der Petra von Kant von Rainer Werner Fassbinder am Münchner Residenztheater unter der Regie von Martin Kušej den Kurt-Meisel-Preis. Seit der Spielzeit 2019/20 gehört Bibiana Beglau dem Ensemble des Burgtheaters Wien an, dessen Direktor Martin Kušej ist. Ab 14. August 2021 verkörpert Bibiana Beglau die Rolle der Elisabeth in Schillers „Maria Stuart“ bei den Salzburger Festspielen.
Bibiana Beglau ist auch als Hörbuchsprecherin tätig. Sie wirkte unter anderem bei Falk Richters Gott ist ein DJ mit und lieh wiederholt Hörbuchproduktionen über Annemarie Schwarzenbach ihre Stimme.

## Filmografie (Auswahl)
- 1995: Der Mörder und sein Kind (Fernsehfilm, Regie: Matti Geschonneck)
- 1996: Absprung (Fernsehfilm; Regie: Hanno Brühl)
- 1997: 2 1/2 Minuten (Fernsehfilm, Regie: Rolf Schübel)
- 1997: Gegen den Strom (Fernsehfilm, Regie: Thorsten Näter)
- 1999: No Sex (Fernsehfilm, Regie: Josh Broecker)
- 2000: Der Briefbomber (Fernsehfilm, Regie: Torsten C. Fischer)
- 2000: Die Stille nach dem Schuss (Regie: Volker Schlöndorff)
- 2001: Liebesschuld (Fernsehfilm; Regie: Ulrich Stark)
- 2001: Birthday (Regie: Stefan Jäger)
- 2002: Hamlet – This is your family (Dokumentarfilm; Regie: Peter Kern)
- 2002: Tatort (Fernsehreihe; Folge: Verrat; Regie: Hans Noever)
- 2002: Nachtangst (Fernsehfilm, Regie: Michael Rowitz)
- 2002: Ten Minutes Older (Regie: Volker Schlöndorff)
- 2003: Tatort (Folge Mietsache; Regie: Daniel Helfer)
- 2004: Kammerflimmern; (Regie: Hendrik Hölzemann)
- 2004: Der neunte Tag (Regie: Volker Schlöndorff)
- 2004: Tatort (Folge Sechs zum Essen; Regie: Fillipos Tsitos)
- 2004: Tatort (Folge Gefährliches Schweigen; Regie: Martin Eigler)
- 2005: SOKO Kitzbühel (Folge: Der Ring der Toten, Regie: Andreas Prochaska)
- 2005: 3° kälter (Regie: Florian Hoffmeister)
- 2005: Ricordare Anna (Regie: Walter Deuber)
- 2005: Der große Schlaf (Regie: Mona Lenz)
- 2005: Unter dem Eis (Regie: Aelrun Goette)
- 2006: Das Leuchten (Regie: Krystof Zlatnik)
- 2007: Il Pugno di Gesù (Regie: Stefan Jäger)
- 2009: Was Du nicht siehst (Regie: Wolfgang Fischer)
- 2010: Gier (Fernseh-Zweiteiler, Regie: Dieter Wedel)
- 2010: Tatort (Folge Königskinder; Regie: Thorsten Näter)
- 2010: Tatort (Folge Leben gegen Leben; Regie: Nils Willbrandt)
- 2010: Stubbe – Von Fall zu Fall (Fernsehreihe, Folge: Verräter; Regie: Peter Kahane)
- 2010: Der letzte Angestellte (Regie: Alexander Adolph)
- 2010: SOKO Stuttgart (Fernsehserie, Folge: Ein eingespieltes Team; Regie: Gero Weinreuter)
- 2011: Konterrevolution – Der Kapp-Lüttwitz-Putsch 1920 (Fernseh-Dokudrama, Regie: Bernd Fischerauer)
- 2012: Die Machtergreifung (Fernseh-Dokudrama, Regie: Bernd Fischerauer)
- 2012: Die Reichsgründung (Fernseh-Dokudrama, Regie: Bernd Fischerauer)
- 2012: Die nervöse Großmacht (Fernseh-Dokudrama, Regie: Bernd Fischerauer)
- 2012: Der Alte (Fernsehserie, Folge: Es ist niemals vorbei; Regie: Hartmut Griesmayr)
- 2012: Europas letzter Sommer (Fernseh-Dokudrama, Regie: Bernd Fischerauer)
- 2012: SOKO Köln (Fernsehserie, Folge: In tödlicher Beziehung; Regie: Manuel Fluryn Hendry)
- 2012: Zappelphilipp (Fernsehfilm, Regie: Connie Walther)
- 2013: Helmut Schmidt – Lebensfragen (Fernsehfilm, Regie: Ben von Grafenstein)
- 2013: Und morgen Mittag bin ich tot (Regie: Frederik Steiner)
- 2014: Der Kriminalist (Fernsehserie, Folge: Tod im Paradies; Regie: Christian Görlitz)
- 2014: Mord am Höllengrund (Fernsehfilm, Regie: Maris Pfeiffer)
- 2014: Die Abrechnung (Fernsehfilm; Regie: Dror Zahavi)
- 2014: Tatort (Folge Der sanfte Tod; Regie: Alexander Adolph)
- 2014: Willkommen im Klub (Regie: Andreas Schimmelbusch)
- 2014: Alles muss raus – Eine Familie rechnet ab (Fernsehzweiteiler)
- 2014: Unter der Haut (Fernsehfilm, Regie: Friedemann Fromm)
- 2015: Schuld nach Ferdinand von Schirach (Fernsehserie, Folge: Der Andere; Regie: Maris Pfeiffer)
- 2015: Letzte Spur Berlin (Fernsehserie, Folge: Gefrierpunkt; Regie: Maris Pfeiffer)
- 2016: Neid ist auch keine Lösung (Fernsehfilm, Regie: Tobi Baumann)
- 2016: Die Chefin (Fernsehserie; Folge: Mädchenträume; Regie: Michael Schneider)
- 2016: Rheingold (Experimentalfilm, Regie: Jan Bonny)
- 2016: Die Habenichtse (Kinofilm, Regie: Florian Hoffmeister)
- 2016: Über Barbarossaplatz (Fernsehfilm, Regie: Jan Bonny)
- 2017: Der Alte – Folge 404: Kein Entrinnen
- 2017: Laim und die Zeichen des Todes (Fernsehfilm, Regie: Michael Schneider)
- 2017: Unter Verdacht (Fernsehreihe; Folge Die Guten und die Bösen; Regie Johannes Grieser)
- 2017: 1000 Arten Regen zu beschreiben (Regie: Isabel Prahl)
- 2018: Teufelsmoor (Fernsehfilm, Regie: Brigitte Maria Bertele)
- 2018: Sieben Stunden (Fernsehfilm, Regie: Christian Görlitz)
- 2019: Tatort (Folge: Zorn; Regie Andreas Herzog)
- 2019: Die drei !!! (Regie: Viviane Andereggen)
- 2019: Axel der Held
- 2019: Crescendo – #makemusicnotwar (Kinofilm, Regie: Dror Zahavi)
- 2020: Bis wir tot sind oder frei (Kinofilm, Regie: Oliver Rihs)
- 2020: Tatort: Ich hab im Traum geweinet (Regie: Jan Bonny)
- 2022: Vienna Blood – Der Tod und das Mädchen (Fernsehreihe)
- 2023: Der Barcelona-Krimi (Fernsehreihe, Folge Totgeschwiegen; Regie: Andreas Herzog)
- 2023: Tatort: Geisterfahrt
- 2024: Querschuss
- 2024: Die geschützten Männer
- 2024: Jenseits der Spree (Fernsehserie, Folge Aus dem Takt)

## Dokumentarfilm
- Abgeschminkt: Bibiana Beglau. Dokumentation, Deutschland 2006 (Buch und Regie: Johanna Schickentanz)

## Theatrografie (Auswahl)
- 1997: Iwanow von Anton Tschechow als Sascha am Schauspielhaus Düsseldorf (Regie: Anna Badora)
- 1997: Wie es euch gefällt von William Shakespeare als Rosalinde am Schauspielhaus Düsseldorf (Regie: Nikolai Sykosch)
- 1997–1998: Lulu von Frank Wedekind als Lulu am Schauspielhaus Düsseldorf (Regie: Anna Badora)
- 1997–1998: Salomé von Oscar Wilde als Herodias am Schauspielhaus Düsseldorf (Regie: Einar Schleef)
- 1998–2003: Disco Pigs von Enda Walsh als Pig am Hamburger Schauspielhaus, Deutschen Theater Berlin und der Schaubühne Berlin (Regie: Thomas Ostermeier)
- 1999–2001: Nothing Hurts von Anouk van Dijk und Falk Richter am Kampnagel, Hamburg (Regie: Anouk van Dijk und Falk Richter)
- 2000–2010: Berlin Alexanderplatz von Alfred Döblin als Mietze an der Volksbühne Berlin (Regie: Frank Castorf)
- 2000–2001: Polaroids von Mark Ravenhill am Schauspielhaus Zürich (Regie: Falk Richter)
- 2001–2012: 4.48 Psychose von Sarah Kane an der Schaubühne Berlin (Regie: Falk Richter)
- 2001–2002: Hamlet von William Shakespeare als Ophelia am Schauspielhaus Zürich (Regie: Christoph Schlingensief)
- 2002: Synchron von Thomas Hürlimann als Sibylle am Schauspielhaus Zürich (Regie: Christoph Marthaler)
- 2003: Trauer muss Elektra tragen von Eugene O’Neill als Lavinia am Schauspielhaus Zürich (Regie: Frank Castorf)
- 2003–2004: 57 Minuten 38 Sekunden Ewigkeit von Bibiana Beglau und Stefan Jäger als Verschollene am Schauspielhaus Zürich (Regie: Stefan Jäger)
- 2004: Attabambi-Pornoland von Christoph Schlingensief am Schauspielhaus Zürich (Regie: Christoph Schlingensief)
- 2005–2006: Die Vaterlosen von Anton Tschechow als Anna Petrovna an der Volksbühne Berlin (Regie: Stefan Pucher)
- 2005–2007: Barebacklying von Simone Aughterlony im Theaterhaus Gessnerallee, Zürich, dem Hebbel-Theater, Berlin und der Schouwburg, Rotterdam (Regie: Simone Aughterlony)
- 2005–2009: König Ottokars Glück und Ende von Franz Grillparzer als Königin Kunigunde am Burgtheater Wien und den Salzburger Festspielen (Regie: Martin Kušej)
- 2006–2008: Gespenster von Henrik Ibsen als Frau Alving an der Schaubühne Berlin (Regie: Sebastian Nübling)
- 2007: Der Hässliche von Marius von Mayenburg als Fanny an der Schaubühne Berlin (Regie: Benedict Andrews)
- 2007–2009: Drei Schwestern von Anton Tschechow als Mascha an der Schaubühne Berlin (Regie: Falk Richter)
- 2007–2010: Im Ausnahmezustand von Falk Richter als die Frau an der Schaubühne Berlin (Regie: Falk Richter)
- 2008: Macbeth von William Shakespeare als Lady Macbeth am Schauspielhaus Zürich (Regie: Sebastian Nübling)
- 2008–2009: Der Kirschgarten von Anton Tschechow als Frau Ranewskaja an der Schaubühne Berlin (Regie: Falk Richter)
- 2009–2011: Ödipus, Tyrann nach Friedrich Hölderlin von Heiner Müller als Kreon, Teiresias und der Bote am Thalia Theater Hamburg (Regie: Dimiter Gotscheff)
- 2009–2011: The truth about the Kennedys von Luk Perceval als Rose Kennedy am Thalia Theater Hamburg (Regie: Luk Perceval)
- 2010–2011: Was ihr wollt von William Shakespeare als Olivia am Thalia Theater Hamburg (Regie: Jan Bosse)
- 2011–2013: Antigone nach Sophokles von Bertolt Brecht als Wächter, Teiresias und der Bote am Thalia Theater Hamburg (Regie: Dimiter Gotscheff)
- 2011: Eyjafjallajökull-Tam-Tam von Helmut Krausser am Residenztheater München (Regie: Robert Lehniger)
- 2011–: Immer noch Sturm von Peter Handke als Ursula, zu den Salzburger Festspielen, am Burgtheater Wien und am Thalia Theater Hamburg (Regie: Dimiter Gotscheff)
- 2011–2012: Kasimir und Karoline von Ödön von Horváth als Erna, Rosa und Schürzinger am Residenztheater München (Regie: Frank Castorf)
- 2012–: Die bitteren Tränen der Petra von Kant nach Rainer Werner Fassbinder als Petra von Kant am Residenztheater München / Marstalltheater (Regie: Martin Kušej)
- 2013: Der Komet nach Jean Paul als 1 am Residenztheater München (Regie: Katrin Plötner)
- 2013–: Reise ans Ende der Nacht von Louis-Ferdinand Céline als Ferdinand Bardamu am Residenztheater München (Regie: Frank Castorf)
- 2013–: Zement nach Heiner Müller als Dascha Tschumalowa am Residenztheater München (Regie: Dimiter Gotscheff)
- 2014–: Faust von Johann Wolfgang von Goethe als Mephisto am Residenztheater München (Regie: Martin Kušej)
- 2014–: Wer hat Angst vor Virginia Woolf? von Edward Albee als Martha am Residenztheater München (Regie: Martin Kušej)
- 2015–: Baal von Bertolt Brecht als Isabelle, die Höllengemahlin am Residenztheater München (Regie: Frank Castorf)
- 2016–2017: Die Abenteuer des guten Soldaten Švejk im Weltkrieg nach Jaroslav Hašek als Vodičková am Residenztheater München (Regie: Frank Castorf)
- 2017–:Phädras Nacht. Ein Projekt von Albert Ostermaier und Martin Kušej als Phädra am Residenztheater München (Regie: Martin Kušej)
- 2017–:Howl. Eine amerikanische Traummaschine von Allen Ginsberg am Residenztheater München / Marstalltheater (Idee + Einrichtung: Angela Obst)

## Hörspiele und Feature (Auswahl)
- 57 Minuten 38 Sekunden Ewigkeit von Bibiana Beglau und Stefan Jäger (Produktion: Theaterhörbuch Verlag)
- Dubliner von James Joyce (Produktion: BR)
- Gott ist ein DJ von Falk Richter (Produktion: Theaterhörbuch Verlag)
- Liebeserklärungen einer Reisenden von Annemarie Schwarzenbach (Produktion: Kein und Aber Records)
- Sturmhöhe nach dem Roman Wuthering Heights von Emily Brontë; Regie: Kai Grehn mit Musik von Anne Clark (Produktion 2012: NDR / SWR / Der Hörverlag)
- Ulysses von James Joyce (Produktion: Südwestrundfunk, Deutschlandfunk)
- Wie ein Stein im Geröll von Maria Barbal (Produktion: DAV)
- 2011: Tom Schimmeck/Thilo Guschas: Sklavenmarkt Deutschland – Regie: Ulrich Lampen (Feature – NDR)
- 2011: Franz Kafka: Der Verschollene (Klara, Fanny) – Regie: Beate Andres (Hörspiel – SWR)
- 2013: E. M. Cioran: Vom Nachteil, geboren zu sein – Regie: Kai Grehn (Hörspiel – SWR)
- 2013: Inga Helfrich: Ich Wir Ihr Sie – Regie: Inga Helfrich (BR)
- 2014: Die Quellen sprechen – Regie: Ulrich Lampen, Ulrich Gerhardt, (Bayerischer Rundfunk, Der Hörverlag)
- 2014: Paula Daly: Die Schuld einer Mutter (Der Hörverlag)
- 2014: Regina Leßner: Seitensprünge im Glockenturm (die Kunst des „change ringing“) (Feature – DKultur)
- 2015: Beate Andres: Rolle rückwärts – Regie: Beate Andres (Hörspiel – DKultur)
- 2015: Sue Monk Kidd: Die Erfindung der Flügel (Der Hörverlag)
- 2015: Christa Wolf: Kein Ort Nirgends (Der Audio Verlag GmbH)
- 2016: Franz Kafka: Das Schloss, Hörspiel in 12 Teilen. Rolle: Amalia, Idee und Regie: Klaus Buhlert, BR Hörspiel und Medienkunst, als Podcast/Download im BR Hörspiel Pool.[5]
- 2016: Thea Dorn: Die Unglückseligen (Hörverlag)
- seit 2019: ARD Radio Tatort
  - 2019 Mörder und Gespenster, 53 Min, BR2 von Franz Dobler
  - 2020 Bankraub und Gerechtigkeit, 52 Min, BR2 von Franz Dobler
- 2020: Die Enden der Parabel/Gravity’s Rainbow von Thomas Pynchon – Hörspielbearbeitung und Regie: Klaus Buhlert (Hörspiel – SWR)
- 2020: Klassik, Pop et cetera, „Musikalisch ein völliger Spätzünder“, Musik und Informationen zum Leben von Bibiana Beglau, Deutschlandfunk[6]
- 2021: Saal 101, 12-stündiges Dokumentarhörspiel zum NSU-Prozess – Regie: Ulrich Lampen. Bayerischer Rundfunk für die ARD und DLF 2015/2021[7]
- 2022: Valerie. A beautiful fuck-up von Patrick Findeis – Regie: Kai Grehn, SWR

## Auszeichnungen (Auswahl)
- 2000: Ulrich-Wildgruber-Preis
- 2000: Silberner Bär der Internationalen Filmfestspiele Berlin für Die Stille nach dem Schuss
- 2000: Riga Filmfest, Hauptpreis für darstellerische Leistung in Die Stille nach dem Schuss
- 2000: Nominierung für den Europäischen Filmpreis als beste Darstellerin für Die Stille nach dem Schuss
- 2007: Adolf-Grimme-Preis für Unter dem Eis
- 2008: Publikums-Preis für darstellerische Leistung vom Schauspielhaus Zürich in Macbeth
- 2012: Kurt-Meisel-Preis für herausragende darstellerische Leistungen in Die bitteren Tränen der Petra von Kant und Kasimir und Karoline
- 2014: Schauspielerin des Jahres der Zeitschrift Theater heute[8]
- 2015: Faust Theaterpreis in der Kategorie „Darstellerin/Darsteller Schauspiel“ für die Rolle als Mephisto in Faust
- 2017: Beste Interpretin Deutscher Hörbuchpreis für Die Unglückseligen von Thea Dorn.
- 2017: Darstellerpreis beim Fernsehfilmfestival Baden-Baden (gemeinsam mit Joachim Król und Franziska Hartmann) für Über Barbarossaplatz